# Acanthomintha lanceolata
Acanthomintha lanceolata är en kransblommig växtart som beskrevs av Mary Katherine Curran. Acanthomintha lanceolata ingår i släktet Acanthomintha och familjen kransblommiga växter. Inga underarter finns listade i Catalogue of Life.